# Superliga Colombiana de Fútsal 2024
La Superliga BetPlay Fútsal 2024 fue la cuarta (4.ª) edición del torneo de fútbol sala que enfrenta a los campeones de los dos torneos de la Liga Colombiana de Futsal del 2023 para definir al clasificado que representará a Colombia en la Copa Libertadores de Futsal 2024.
Independiente Barranquilla se coronó campeón tras ganar en el marcador global 10-7.

## Sistema de juego
Se enfrentaron el campeón del 2023-I (Sport Team Club) y el del 2023-II (Independiente Barranquilla) en una serie de partidos a ida y vuelta. El campeón será el club que haga más goles en los dos partidos; en caso de empate se jugarán 2 tiempos extras de 5 minutos, si persiste la igualdad se definirá el campeón por penales.

## Partidos
| Partidos                   | Partidos  | Partidos                   | Partidos                   | Partidos      | Partidos | Partidos    |
| Local                      | Resultado | Visitante                  | Lugar                      | Fecha         | Hora     | Transmisión |
| -------------------------- | --------- | -------------------------- | -------------------------- | ------------- | -------- | ----------- |
| Sport Team Club            | 4 : 2     | Independiente Barranquilla | Coliseo Cayetano Cañizares | 17 de febrero | 11:20    | Win Sports  |
| Independiente Barranquilla | 8 : 3     | Sport Team Club            | Coliseo Elías Chegwin      | 24 de febrero | 11:00    | Win Sports  |

|                                                |
|                                                |
| Campeón Independiente Barranquilla 1.er título |